# Mateus Vital
Mateus da Silva Vital Assumpção (* 12. Oktober 1998 in Rio de Janeiro) ist ein brasilianischer Fußballspieler. Der offensive Mittelfeldspieler ist seit Juni 2019 brasilianischer U23-Nationalspieler.

## Karriere

### Verein
Der in Rio de Janeiro geborene Mateus Vital begann seine fußballerische Ausbildung im Jahr 2003 beim CR Vasco da Gama. Während der Série A 2015 wurde er in die erste Mannschaft befördert. Sein Debüt in der höchsten brasilianischen Spielklasse bestritt er am letzten Spieltag der Spielzeit, als er beim 0:0-Unentschieden gegen den Coritiba FC in der 29. Spielminute für den verletzten Diguinho eingewechselt wurde. Mit der Gigante da Colina musste er den Abstieg in die zweithöchste brasilianische Spielklasse hinnehmen. Mit der Mannschaft gewann er im Frühjahr 2016 die Campeonato Carioca. Im darauffolgenden Série B 2016 absolvierte er erneut ein Ligaspiel und stieg mit dem Verein wieder in die Série A auf. In der nächsten Série A 2017 drang er in die Startformation vor. Am 9. September 2017 (23. Spieltag) schoss er seine Mannschaft mit seinem ersten Ligator für Vasco zum 1:0-Heimsieg gegen Grêmio Porto Alegre. In 30 Ligaspielen gelangen ihm in dieser Spielzeit zwei Ligatore und genauso viele Vorlagen.
Am 16. Januar 2018 wechselte Mateus Vital zum Ligakonkurrenten SC Corinthians, wo er einen Vierjahresvertrag unterzeichnete. Acht Tage später debütierte er beim 2:1-Heimsieg in der Campeonato Paulista gegen die Associação Ferroviária de Esportes im Trikot der Timão. Sein erstes Pflichtspieltor erzielte er am 27. Mai 2018 (7. Spieltag) bei der 1:2-Auswärtsniederlage gegen Internacional Porto Alegre. Er etablierte sich in der Série A 2018 rasch als Stammspieler und absolvierte insgesamt 33 Ligaspiele, in denen er zwei Tore erzielte. In der nächsten Série A 2019 behielt er seinen Status als Starter bei und kam in 31 Ligaspielen zum Einsatz, in denen ihm zwei Tore und genauso viele Vorlagen gelangen.
Im August 2021 wurde Vital nach Griechenland an Panathinaikos Athen ausgeliehen. Die Leihe wurde auf die Dauer der Super League 2021/22 befristet. Die Athener übernahmen 100 % des Spielergehalts. Der Kontrakt enthielt eine Kaufoption über vier Millionen Euro für 50 % seiner wirtschaftlichen, von denen Corinthians zu dem Zeitpunkt 85 % hielt. Mit dem Klub wurde Vital griechischer Pokalsieger 2022 (sieben Spiele, zwei Tore). Am Ende der Saison wurde die Kaufoption nicht gezogen und der Spieler kehrte in seine Heimat zurück. Hier kam er für Corinthians noch zu Einsätzen in der Série A 2022 (16 Spiele, kein Tor) und im Copa do Brasil 2022 (vier Spiele, kein Tor).
Nach der Meisterschaft wurde bekannt, dass Vital zum Cruzeiro EC nach Belo Horizonte wechselt. Der Kontrakt erhielt eine Laufzeit über drei Jahre.

### Nationalmannschaft
Im Juni 2019 nahm Mateus Vital mit der brasilianischen U23-Nationalmannschaft am Turnier von Toulon teil, wo er in vier Spielen zum Einsatz kam. Mit der Auswahl gewann er den Wettbewerb und im Elfmeterschießen im Endspiel gegen Japan verwertete er seinen Versuch.

## Erfolge
CR Vasco da Gama
- Staatsmeisterschaft von Rio de Janeiro: 2016

Corinthians São Paulo
- Staatsmeisterschaft von São Paulo: 2018, 2019

Panathinaikos
- Griechischer Pokalsieger: 2022

Brasilien U23
- Turnier von Toulon: 2019